# 張知白
張知白（956年—1028年），字用晦，滄州清池（今河北滄州東南）人，北宋官員。

## 生平
宋太宗端拱二年進士，歷任龍圖閣待制、御史中丞、參知政事等。後知劍、鄧、青三州等職務。又官河陽（今河南省洛陽市）節度判官。宋真宗咸平年間上疏，真宗召試舍人院，權授右正言。宋仁宗天聖三年（1025年），以工部尚書同中書門下平章事，性節儉，“自奉养如为河阳掌书记时”。宋仁宗天聖六年（1028年），卒於任上。贈太傅中書令，諡文節。

## 延伸阅读
[在维基数据编辑]
 《宋史·卷310》，出自脱脱《宋史》